# Impossible Creatures
Impossible Creatures é um jogo de estratégia em tempo real, desenvolvido pela Relic Entertainment em conjunção com a Microsoft Game Studios. A sua principal característica é que todas as unidades são criadas pelo jogador, combinando partes de dois animais, com exceção dos Henchman (em português: escudeiro). Ao combinar os animais, eles herdam habilidades dos animais originais, possibilitando criar determinadas unidades para determinadas finalidades. Há disponíveis 51 animais diferentes para combinações e, mais 25 animais extras, disponíveis para download gratuito na página oficial, resultando em 76 animais diferentes.
O jogo possui também o ME (Misson Editor), que serve para o jogador criar suas próprias missões e cenários, para jogar no Impossible Creatures. O ME pode utilizar, opcionalmente, a linguagem de script Lua, para automatizar e personalizar partes do cenário.